# Urszula Honek

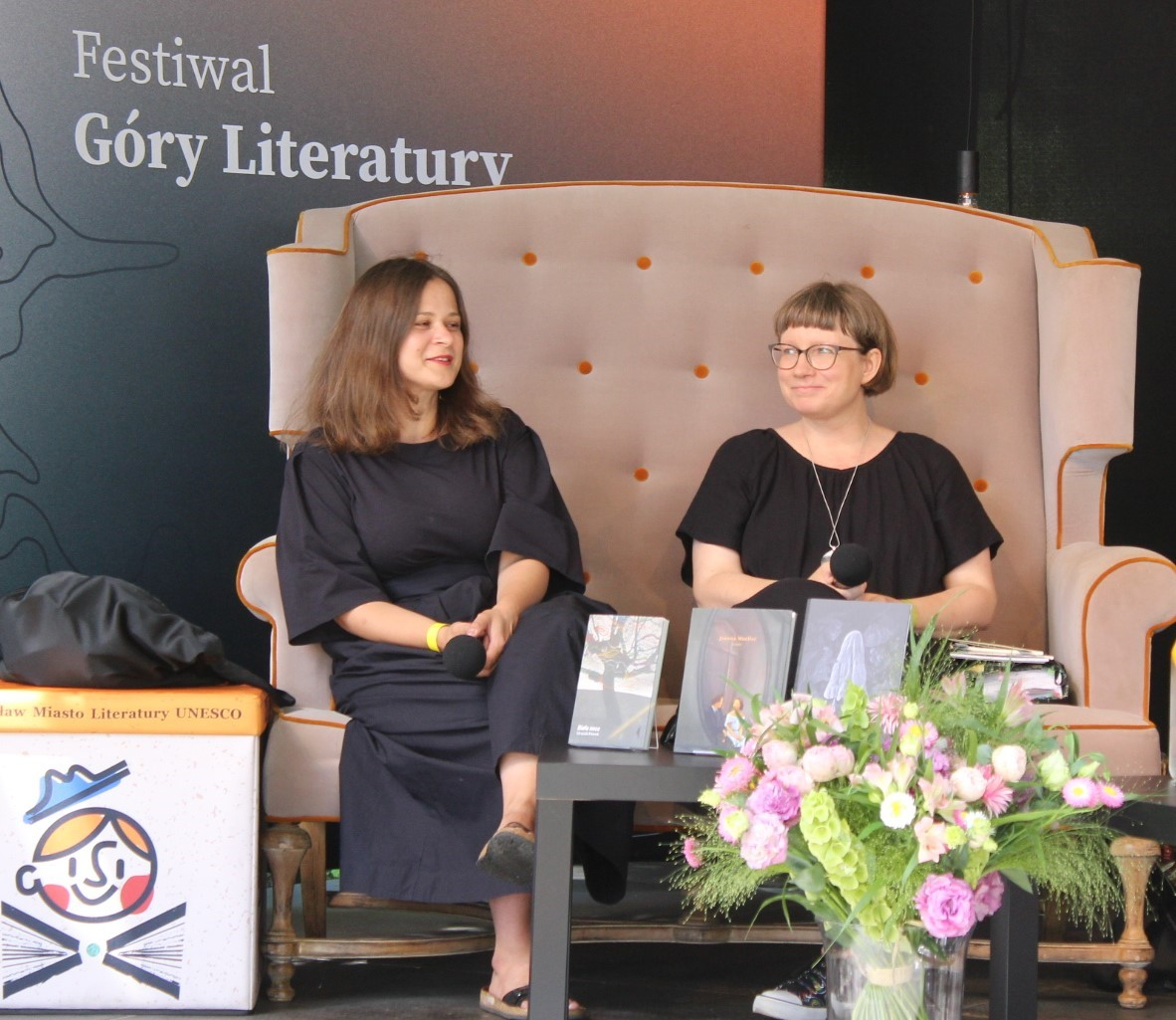
Urszula Honek i Joanna Mueller

Urszula Honek (ur. 1987) – polska poetka i prozaiczka. Pochodzi z Racławic.
Publikowała m.in. w „Arteriach”, „Kwartalniku Filmowym”, „Opcjach”, „Twórczości” i „Dwutygodniku”. Laureatka Grand Prix IX Ogólnopolskiego Konkursu Poetyckiego im. Rainera Marii Rilkego 2013.
Debiutancki tomik poezji Sporysz przyniósł jej finał Orfeusza – Nagrody Poetyckiej im. K.I. Gałczyńskiego 2016 oraz nominację w XII Ogólnopolskim Konkursie Literackim „Złoty Środek Poezji” 2016 na najlepszy poetycki debiut książkowy roku 2015. Otrzymała stypendium w dziedzinie literatury Fundacji Grazella im. Marii Anny Siemieńskiej (2016) oraz stypendium MKiDN (2017).
W roku 2018 wydała drugą książkę poetycką zatytułowaną Pod wezwaniem, za którą otrzymała nagrodę Krakowskiej Książki Miesiąca oraz znalazła się w finale Orfeusza – Nagrody Poetyckiej im. K.I. Gałczyńskiego 2019. Laureatka Nagrody Krakowa Miasta Literatury UNESCO (2020) i Nagrody im. Adama Włodka (2021).
W 2021 roku wydała tom poetycki zatytułowany Zimowanie, za który otrzymała Nagrodę-Stypendium im. Stanisława Barańczaka w ramach Poznańskiej Nagrody Literackiej oraz nominacje do: Nagrody Literackiej Gdynia 2022 i do Orfeusza – Nagrody Poetyckiej im K. I. Gałczyńskiego 2022.
W 2022 roku debiutowała w Wydawnictwie Czarne zbiorem opowiadań Białe noce, za który otrzymała Nagrodę Kościelskich i Nagrodę Conrada oraz była nominowana do międzynarodowej nagrody Premio Grand Continent, Paszportów „Polityki” i Nagrody Literackiej im. Witolda Gombrowicza.
W marcu 2024 roku Białe noce w przekładzie Kate Webster na angielski otrzymały nominację do Międzynarodowej Nagrody Bookera oraz znalazły się na krótkiej liście The Warwick Prize for Women in Translation. 
W 2025 otrzymała nominacje do: Nagrody Poetyckiej im. Konstantego Ildefonsa Gałczyńskiego i do Nagrody im. Wisławy Szymborskiej. 

## Książki
- Sporysz (Wojewódzka Biblioteka Publiczna i Centrum Animacji Kultury, Poznań 2015) ISBN 978-83-64504-29-7.
- Pod wezwaniem (Wojewódzka Biblioteka Publiczna i Centrum Animacji Kultury, Poznań 2018) ISBN 978-83-65772-50-3.
- Zimowanie (Wojewódzka Biblioteka Publiczna i Centrum Animacji Kultury, Poznań 2021) ISBN 978-83-66453-49-4.
- Białe noce (Wydawnictwo Czarne, Wołowiec 2022) ISBN 978-83-8191-401-7.
- Poltergeist (Wydawnictwo Warstwy, Wrocław 2024) ISBN 978-83-67186-89-6.